# Havárie elektrárny Three Mile Island
Havárie Three Mile Island byla havárie americké jaderné elektrárny Three Mile Island ležící na stejnojmenném ostrově v řece Susquehanna u města Harrisburg v Pensylvánii v USA. Došlo k ní 28. března 1979, kdy se částečně roztavil druhý jaderný reaktor jaderné elektrárny a byla zamořena provozní budova a její blízké okolí.
Havárie vedla ke zpřísnění regulace jaderné energetiky v USA a ke značnému omezení jejího rozvoje. Negativně ovlivnila i vnímání rizik spojených s jadernou energetikou nejen u americké veřejnosti. Více než 30 let od havárie nebyla schválena žádná stavba nové jaderné elektrárny ve Spojených státech. To se změnilo až v roce 2012.

## Popis průběhu havárie

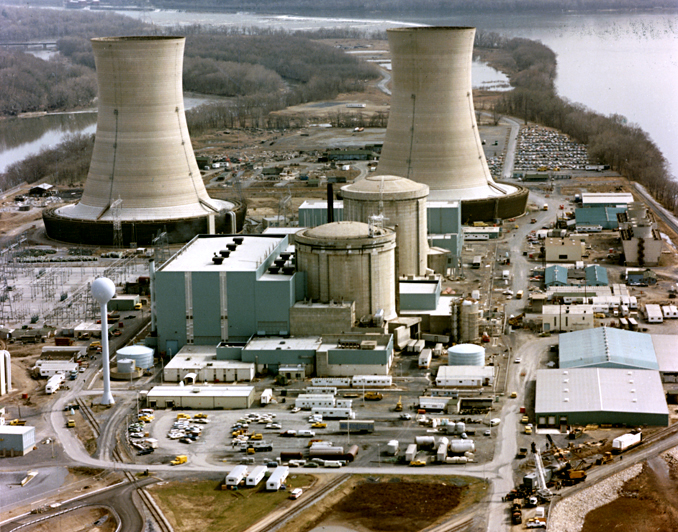
Jaderná elektrárna Three Mile Island cca v roce 1979

Hlavní vodní napájecí čerpadla chladicího systému sekundárního okruhu se porouchala kolem 4. hodiny ráno 28. března 1979. Tato porucha s mechanickou či elektrickou příčinou způsobila, že generátor páry přestal chladit primární okruh.[zdroj?]
- 2 s – Automaticky se odstavila turbína a regulační tyče byly spuštěny ke snížení výkonu reaktoru.
- 5 s – Tlak a teplota v primárním okruhu však dále rostly. Občas se otevřel pojišťovací ventil, ale to nestačilo, tlak dále rostl. Reaktor byl odstaven plným spuštěním regulačních tyčí.
- 12 s – Tlak po odstavení reaktoru začal klesat a pojišťovací ventil, který se měl poté automaticky zavřít, se nezavřel (malá LOCA havárie). Kontrolky na řídícím panelu neukazovaly, že ventil zůstal otevřen. Následkem toho klesal tlak v okruhu. (K uzavření blokovacího ventilu, což by situaci napravilo, došlo až v čase 2 h 22 min. LOCA trvala přes 2 h 21 min a v prvních 8 minutách byl zhoršen odvod tepla z reaktoru. Docházelo k lokálnímu varu vody v aktivní zóně.)
- 2 min – Zapojil se automaticky vysokotlaký systém havarijního chlazení, aby kompenzoval únik vody z primárního okruhu (zařízení reagovalo správně).
- 4 min – následkem varu vody došlo ke stoupnutí její hladiny v aktivní zóně až k pojišťovacímu ventilu. Operátoři to interpretovali tak, že stoupání hladiny způsobilo havarijní chlazení, a vypnuli ručně čerpadlo (operátoři předpokládali, že vody je moc, ale ve skutečnosti jí bylo málo).
- 10 min – z důvodu pokračujícího výtoku vody praskla membrána na barbotážní nádrži. Voda vytékala do prostoru kontejnmentu. Obnovení odvodu tepla z primárního okruhu nastalo až 8 min od havárie. Únik vody však dále pokračoval, klesal tlak a pokračoval var vody v aktivní zóně. Var zvedal hladinu a tak se operátorům zdálo, že je vody dostatek a vše je v pořádku.
- 90 min – bublinky z primárního okruhu se dostaly až k hlavnímu cirkulačnímu čerpadlu a po rázech v čerpadle jej bylo nutné odstavit. Chlazení se zhoršilo a voda a pára se separovaly. Důsledkem toho zůstala horní část reaktoru pouze v páře a po přehřátí se horní část aktivní zóny poškodila (kvůli páře nebyla přirozená cirkulace vody již možná).
- 2 hod – radioaktivita vody v primárním okruhu i kontejnmentu výrazně vzrostla. Informační státní dozor pro jadernou bezpečnost ve Washingtonu vyhlásil na jaderné elektrárně radiační poplach.
- 2 h 15 min – kontejnment nebyl včas izolován od životního prostředí. Byla detekována slabá radioaktivita mimo elektrárnu. Byl vyhlášen radiační poplach i v okolí JE a byl informován guvernér státu Pensylvánie.
- 2 h 22 min – Operátoři uzavřeli blokovací ventil, skončil výtok vody z primárního okruhu. Voda však v primárním okruhu neproudila a tak se chlazení aktivní zóny stále zhoršovalo.
- 3 h 20 min – byl obnoven provoz vysokotlakého systému havarijního chlazení. Vstřikovanou vodou byla snížena teplota a k dalšímu ohřevu již nedocházelo. Operátoři i poté provedli několik chybných operací, kdy občas vypouštěli vodu přečerpávacím ventilem a zapínali/vypínali čerpadlo. Řídili se ale jen hladinou vody.
- 4 h 30 min – Registrováno bylo několik slabých výbuchů v kontejnmentu. Byly způsobeny vodíkem, který se při vypouštění vody z primárního okruhu do kontejnmentu dostal. Poté kvůli obavám z exploze nařídil guvernér evakuaci blízkého okolí a přípravu všeobecné evakuace.
- 5 hod – dorazili specialisté ze státního dozoru a převzali řízení provozu. Vysokotlaký systém havarijního chlazení byl uveden do trvalého provozu a začalo postupné odplynění primárního okruhu.
- 12 h – byl obnoven provoz hlavních cirkulačních čerpadel. Reaktor byl pod kontrolou.

## Následky

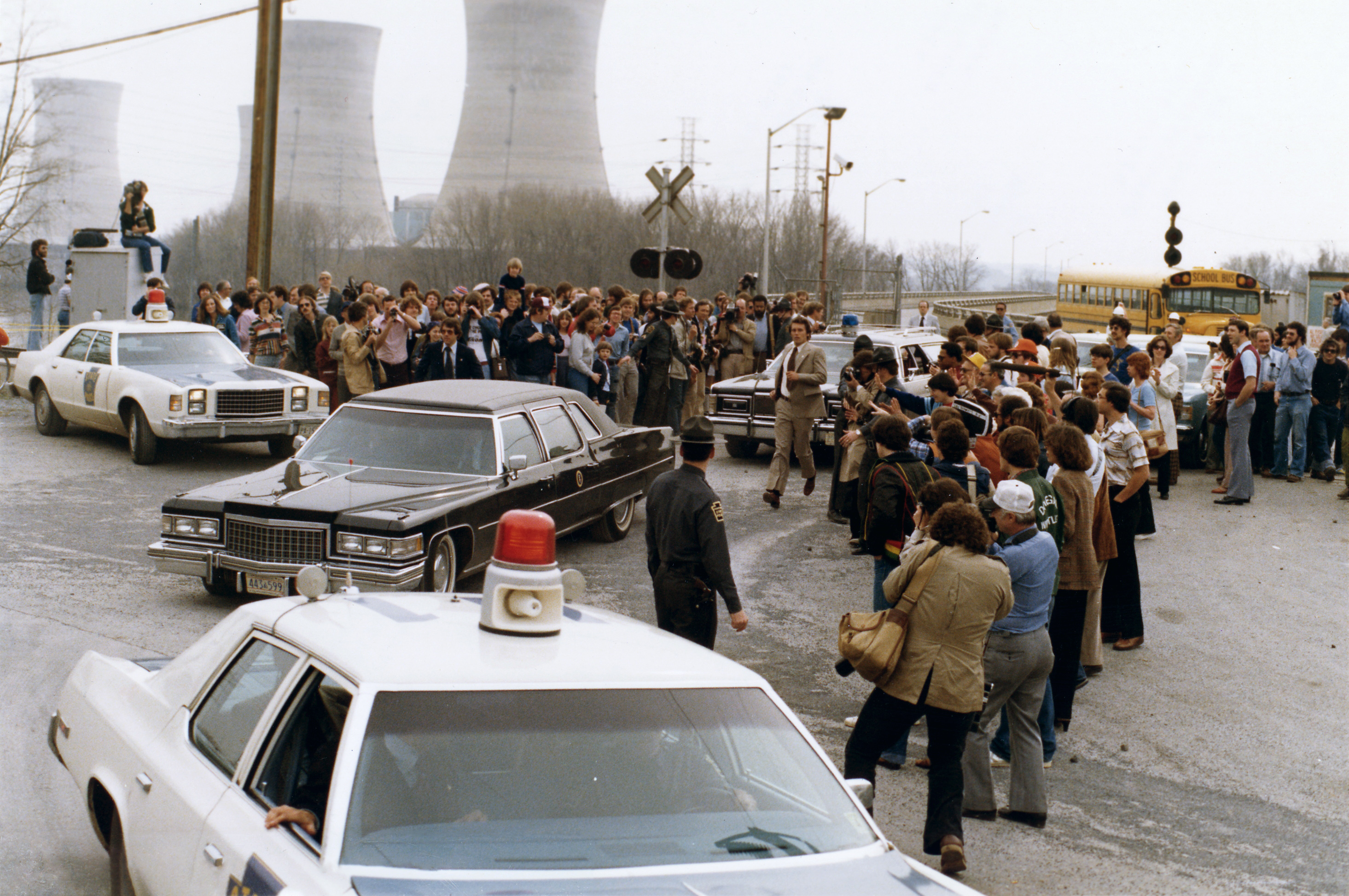
Prezident Jimmy Carter odjíždí z jaderné elektrárny Three Mile Island, 1. dubna 1979

Z obavy z následků havárie elektrárny rozhodl guvernér státu Pensylvánie o evakuaci asi 3 500 dětí a těhotných žen z okolí elektrárny. Ale v nastalé panice se tisíce lidí rozhodly oblast opustit ve svých autech. Aby vláda zastavila hromadný útěk obyvatel, přijel 1. dubna 1979 na demonstrativní osobní návštěvu elektrárny tehdejší americký prezident Jimmy Carter a pensylvánský guvernér Richard Lewis Thornburgh. Následně byla jmenována komise pro vyšetření havárie. Ta označila za bezprostřední příčinu havárie závadu na pojišťovacím ventilu. Zároveň upozornila na pochybení personálu a jeho nedostatečný výcvik ve zvládání mimořádných situací.
Předpokládá se, že do atmosféry bylo vypuštěno cca 2,5 miliónu curie radioaktivního plynu.[zdroj?]

## Filmové zpracování
Této nehodě jen těsně (12 dnů před havárií) předcházel film Čínský syndrom z roku 1979 popisující podobnou nehodu, i proto byla veřejnost k událostem v elektrárně tak citlivá.
V roce 2022 uvedl Netflix čtyřdílný dokument Jaderná havárie v Three Mile Island.

### Audiovizuální dokumenty
- Three Mile Island (anglicky)
- Slavné dny: Den havárie jaderné elektrárny Three Mile Island (česky)